# دختر باربی
«دختر باربی» (به انگلیسی: Barbie Girl) ترانه‌ای از گروه دانمارکی آکوا است.
این موفقترین ترانهٔ گروهِ آکواست که برای ۳ هفته صدرنشین چارت‌های بریتانیا و استرالیا بود و در جدول ۱۰۰ تک‌آهنگ داغ بیلبورد آمریکا هم تا رتبهٔ هفتم صعود کرد.